# 1976-os Formula–1 kanadai nagydíj
A kanadai nagydíj volt az 1976-os Formula–1 világbajnokság tizennegyedik futama.

## Futam
| Helyezés | #  | Versenyző          | Csapat/Motor       | Körök | Idő/Kiesés oka | Rajthely | Pontszám |
| -------- | -- | ------------------ | ------------------ | ----- | -------------- | -------- | -------- |
| 1        | 11 | James Hunt         | McLaren-Ford       | 80    | 1:40:09,626    | 1        | 9        |
| 2        | 4  | Patrick Depailler  | Tyrrell-Ford       | 80    | + 6,331        | 4        | 6        |
| 3        | 5  | Mario Andretti     | Lotus-Ford         | 80    | + 10,366       | 5        | 4        |
| 4        | 3  | Jody Scheckter     | Tyrrell-Ford       | 80    | + 19,745       | 7        | 3        |
| 5        | 12 | Jochen Mass        | McLaren-Ford       | 80    | + 41,811       | 11       | 2        |
| 6        | 2  | Clay Regazzoni     | Ferrari            | 80    | + 46,256       | 12       | 1        |
| 7        | 8  | Carlos Pace        | Brabham-Alfa Romeo | 80    | + 46,472       | 10       |          |
| 8        | 1  | Niki Lauda         | Ferrari            | 80    | + 1:12,957     | 6        |          |
| 9        | 10 | Ronnie Peterson    | March-Ford         | 79    | + 1 kör        | 2        |          |
| 10       | 28 | John Watson        | Team Penske-Ford   | 79    | + 1 kör        | 14       |          |
| 11       | 16 | Tom Pryce          | Shadow-Ford        | 79    | + 1 kör        | 13       |          |
| 12       | 6  | Gunnar Nilsson     | Lotus-Ford         | 79    | + 1 kör        | 15       |          |
| 13       | 22 | Jacky Ickx         | Ensign-Ford        | 79    | + 1 kör        | 16       |          |
| 14       | 9  | Vittorio Brambilla | March-Ford         | 79    | + 1 kör        | 3        |          |
| 15       | 18 | Brett Lunger       | Surtees-Ford       | 78    | + 2 kör        | 22       |          |
| 16       | 19 | Alan Jones         | Surtees-Ford       | 78    | + 2 kör        | 20       |          |
| 17       | 7  | Larry Perkins      | Brabham-Alfa Romeo | 78    | + 2 kör        | 19       |          |
| 18       | 17 | Jean-Pierre Jarier | Shadow-Ford        | 77    | + 3 kör        | 18       |          |
| 19       | 38 | Henri Pescarolo    | Surtees-Ford       | 77    | + 3 kör        | 21       |          |
| 20       | 25 | Guy Edwards        | Hesketh-Ford       | 75    | + 5 kör        | 23       |          |
| Kiesett  | 26 | Jacques Laffite    | Ligier-Matra       | 43    | Olajnyomás     | 9        |          |
| Kiesett  | 30 | Emerson Fittipaldi | Fittipaldi-Ford    | 41    | Kipufogó       | 17       |          |
| Kiesett  | 34 | Hans-Joachim Stuck | March-Ford         | 36    | Meghajtás      | 8        |          |
| Kiesett  | 20 | Arturo Merzario    | Wolf-Williams-Ford | 11    | Baleset        | 24       |          |
| NK       | 39 | Otto Stuppacher    | Tyrrell-Ford       |       |                |          |          |

## Statisztikák
Vezető helyen:
- Ronnie Peterson: 8 (1-8)
- James Hunt: 72 (9-80)

James Hunt 6. győzelme, 7. pole-pozíciója, Patrick Depailler 3. leggyorsabb köre.
- McLaren 20. győzelme.